# Wagenitz (Mühlenberge)
Wagenitz is een plaats in de Duitse gemeente Mühlenberge, deelstaat Brandenburg.